# Elementarteilchen (Roman)
Elementarteilchen (Originaltitel Les Particules élémentaires) heißt ein 1998 erschienener Roman von Michel Houellebecq. Das wegen seiner provokanten Thesen kontrovers diskutierte Werk entwickelte sich in kurzer Zeit zum Kultbuch.

## Inhalt
Die beiden am Ende der 50er Jahre geborenen Halbbrüder Michel Djerzinski und Bruno Clément sind beide Söhne von Janine [Jane], die ihr Leben mit Sexabenteuern und Selbstfindungssuchen verbringt, jedoch unfähig ist, eine emotionale Beziehung zu ihren Kindern aufzubauen. Beide werden getrennt von Großmüttern aufgezogen. Bruno, der Lehrer wird, entwickelt eine lebenslange Sexbesessenheit, hat aber beim anderen Geschlecht kaum Glück. Der depressiv wirkende Michel, der ein bekannter Forscher auf dem Gebiet der Molekularbiologie wird, zeigt dagegen zeitlebens eher wenig Interesse an Sex und Frauen. Die Zeit, die von dem Roman abgedeckt wird, verbringt Michel mit einer Auszeit von der Forschung, was ihm Kopfschütteln seiner Kollegen einbringt. Die grundverschiedenen Halbbrüder verbindet nur das Schicksal, die einsamen und ungeliebten Söhne einer egoistischen Mutter zu sein. Das Schicksal scheint eine Wendung zu nehmen, als beide mit 40 die Liebe zum ersten Mal kennenlernen. Jedoch ist das Glück für beide nur von kurzer Dauer und endet tragisch. Bruno lernt die ebenso sexbesessene Christiane kennen, die sich in ihn verliebt. Sie besuchen auch das Village Naturiste Cap d’Agde, einen FKK und Swingerurlaubsort. Als sie durch eine Steißbeinnekrose gelähmt wird, geht sie in den Suizid. Bruno verliert darüber den Verstand und verbringt den Rest seines Lebens in einer psychiatrischen Klinik. Michel trifft seine Jugendfreundin Annabelle wieder. Das Glück kommt auch hier zu seinem raschen Ende, als Annabelle an Gebärmutterkrebs erkrankt und sich ebenfalls das Leben nimmt. Michel verliert jede emotionale Bindung an das Leben und widmet sich nun ganz der Forschung. Er entwickelt die theoretischen Grundlagen für eine neue geschlechtslose und unsterbliche Menschenrasse, die die bisherige Menschheit ablösen soll. Diese vermehrt sich durch Klonen, besitzt keine Individualität mehr und kennt weder Alter noch Tod. Doch nicht Michel, der spurlos verschwindet, wobei der Erzähler von einem Selbstmord ausgeht, sondern der bei Erscheinen von Michels Arbeit erst 27-jährige Hubczejak bringt die Ideologie hinter dem Klonen unter das Volk. Er wird jedoch als jemand beschrieben, dessen einzige Leistung eben diese Verbreitung ist.

## Interpretation
Der Erzähler spricht im Roman von zwei großen sogenannten metaphysischen Revolutionen in der Geschichte der Menschheit. Die erste war die Ausbreitung des Christentums. Die zweite kam mit dem Untergang der mittelalterlichen Scholastik und dem Heraufkommen der Neuzeit, die die individuelle Freiheit ins Zentrum setzte. Dieses sogenannte materialistische Zeitalter ist für ihn eine Phase der Zersetzung aller metaphysischen Werte, die seit der 68er-Bewegung und der sogenannten sexuellen Befreiung stark beschleunigt wird. Die dritte metaphysische Revolution sieht er in der Überwindung der individuellen Freiheit, die für ihn eine Quelle des Leids ist. Diese soll durch die Vision der Schaffung eines neuen Menschen mit Hilfe der Biotechnologie möglich werden. Im Übrigen greift der Autor im Roman die schon im Vorgängerroman Ausweitung der Kampfzone vertretene These auf, dass mit der sexuellen Befreiung die Menschen nun neben einem kapitalistischen Kampf um die Lebensgrundlagen auch noch verstärkt um Sexualpartner konkurrieren müssen. Deutlich kritisiert er dabei auch den Jugendwahn der heutigen westlichen Gesellschaft.
In vielerlei Hinsicht und vor allem mit Blick die Thematik des Klonens lässt sich Die Möglichkeit einer Insel als Fortsetzung von Elementarteilchen betrachten.
Houellebecq setzt sich in seinem Buch mit verschiedenen naturwissenschaftlichen, künstlerischen, religiösen und philosophischen Denkrichtungen auseinander, und zwar mit der Kopenhagener Deutung der Quantenphysik, der Biotechnologie, Aldous Huxleys Schöne neue Welt, dem Positivismus von Auguste Comte und des Wiener Kreises und dem New Age (Esalen), dem Wiener Aktionismus und dem Satanismus.

## Rezension
Der Roman wurde teils als „böse Satire“ bezeichnet, auch wurde ihm Zynismus, Sexismus und Kälte vorgeworfen. Andere Kritiken hingegen bezeichneten das Werk als „tröstlich“.

## Auszeichnungen
- 1998: Prix Décembre
- 2002: International IMPAC Dublin Literary Award

## Adaptionen

### Film
Im Jahr 2006 (im Februar in Deutschland, im August in Frankreich) kam die gleichnamige Verfilmung von Oskar Roehler in die Kinos. Der Film erhielt den silbernen Bären in Berlin für den besten Darsteller (Moritz Bleibtreu).

### Hörspiel
- Elementarteilchen (WDR 2001, Regie: Leonhard Koppelmann)

### Theater
- 2000: Volksbühne am Rosa-Luxemburg-Platz, Regie: Frank Castorf (ursprünglich als Dramaturg vorgesehen: Rainald Goetz)[3]
- 2011: Münchner Kammerspiele, Regie Johan Simons[4]
- 2012: Theater Freiburg, Regie Christoph Frick[5]